# Podochilus hystricinus
Podochilus hystricinus är en orkidéart som beskrevs av Oakes Ames. Podochilus hystricinus ingår i släktet Podochilus och familjen orkidéer. Inga underarter finns listade i Catalogue of Life.